# 防長交通

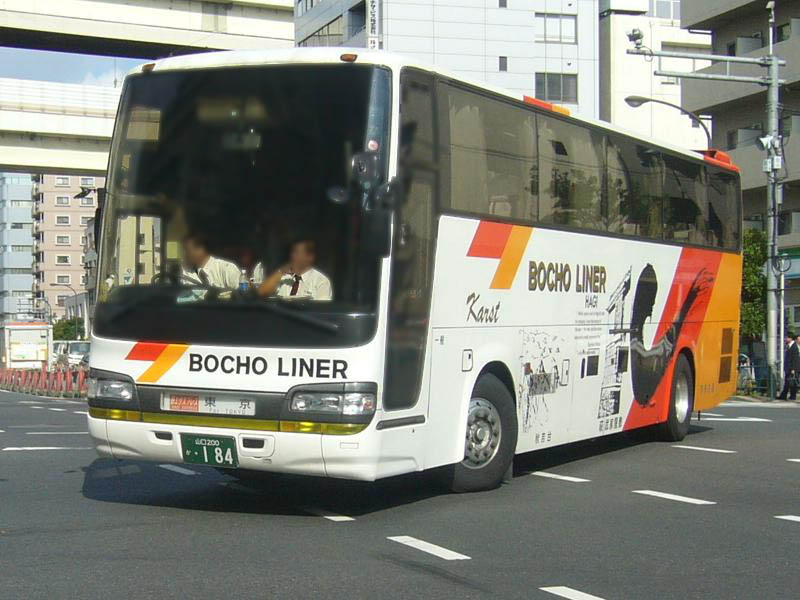
夜行高速バス「萩エクスプレス」

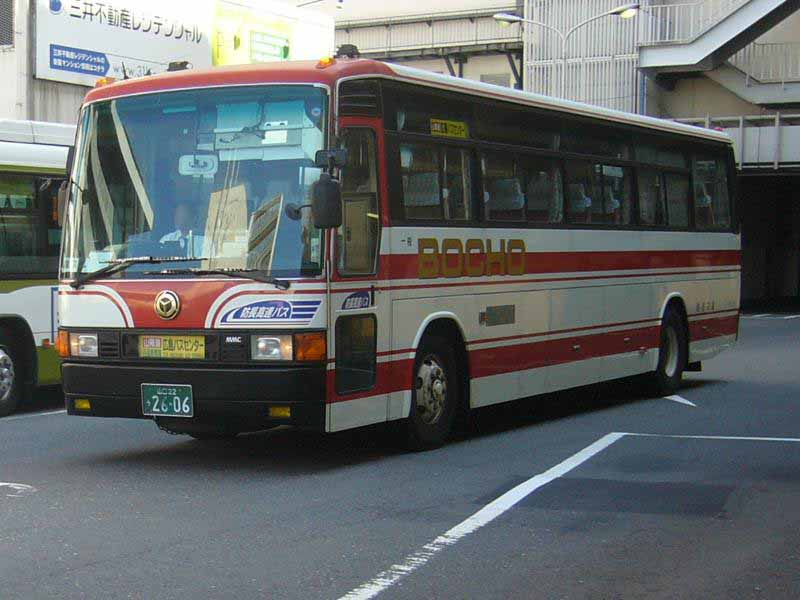
昼行高速バス広島 - 周防大島線（車両は山口市交通局からの移籍車）

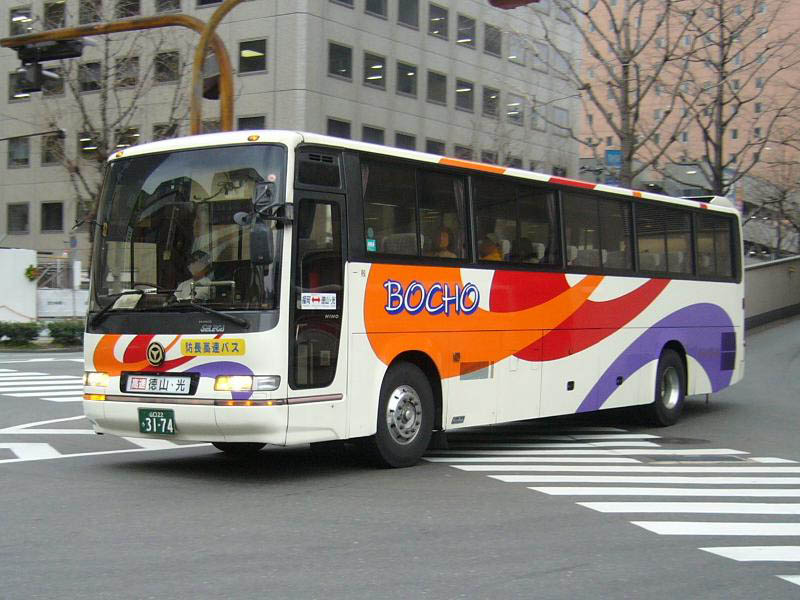
昼行高速バス「福岡・防府・周南ライナー」

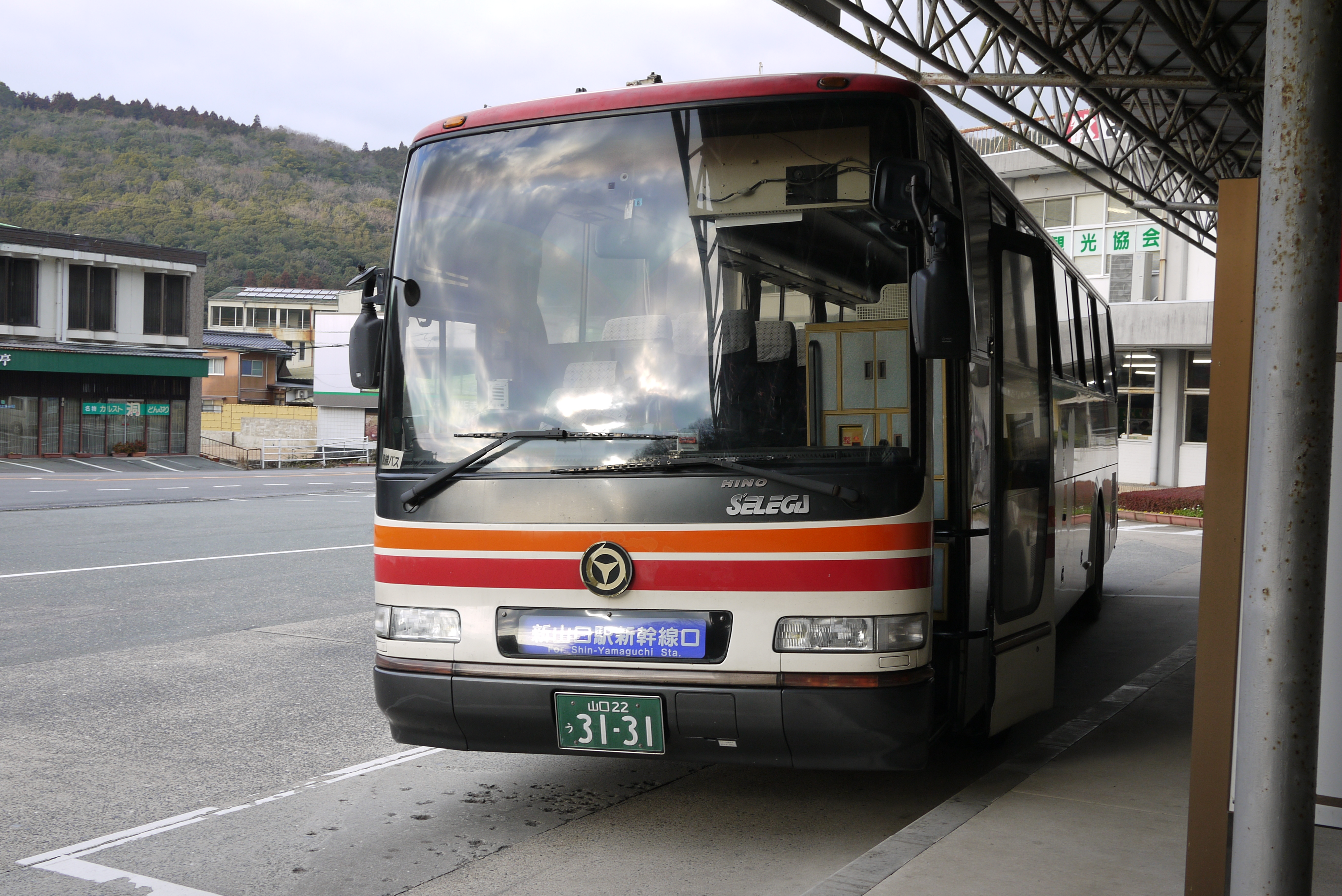
観光路線車

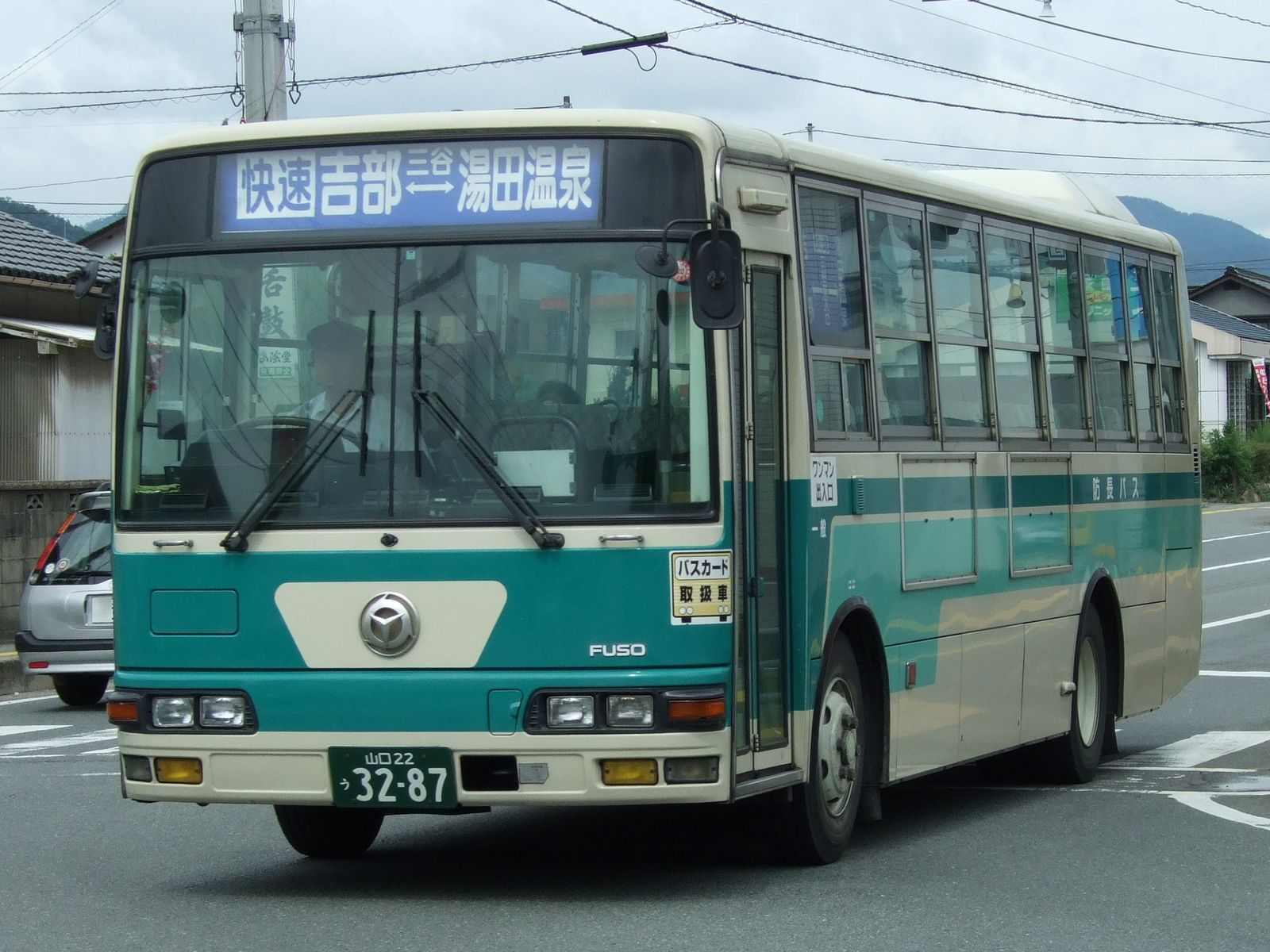
一般路線車

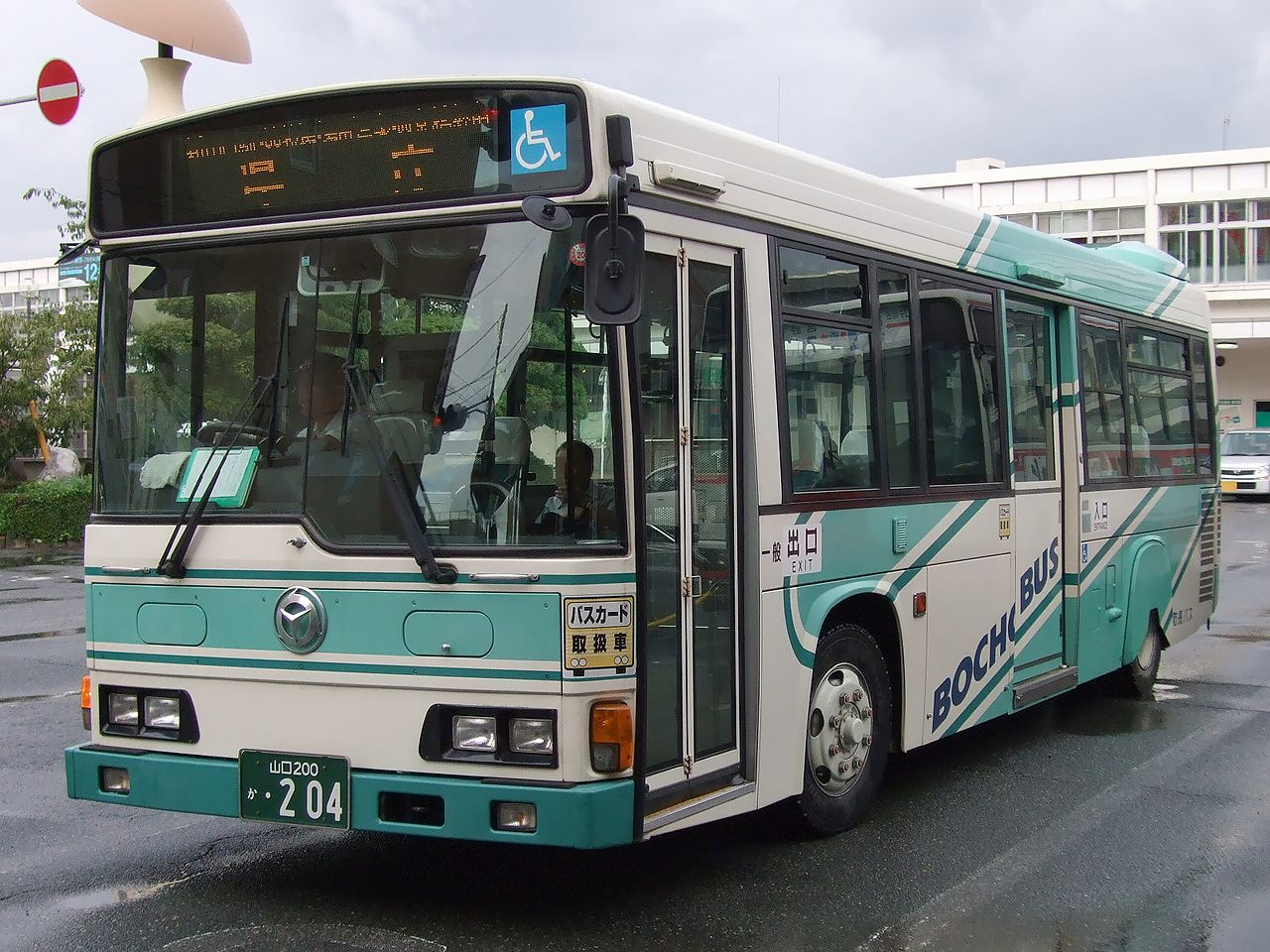
一般路線車（ノンステップバス）

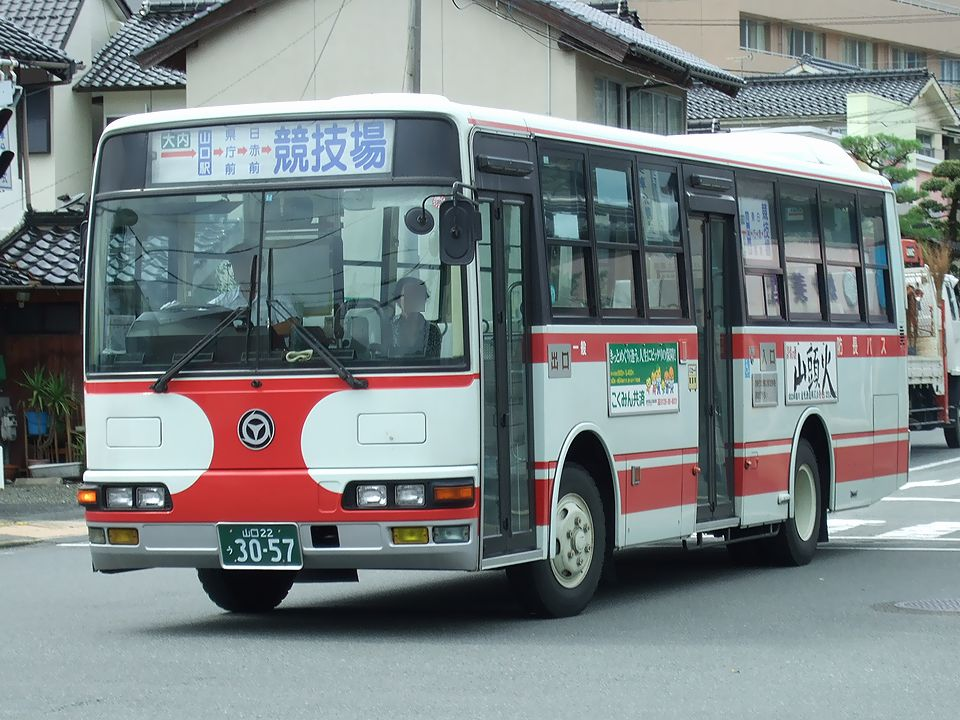
一般路線車（山口市交通局からの移籍車）

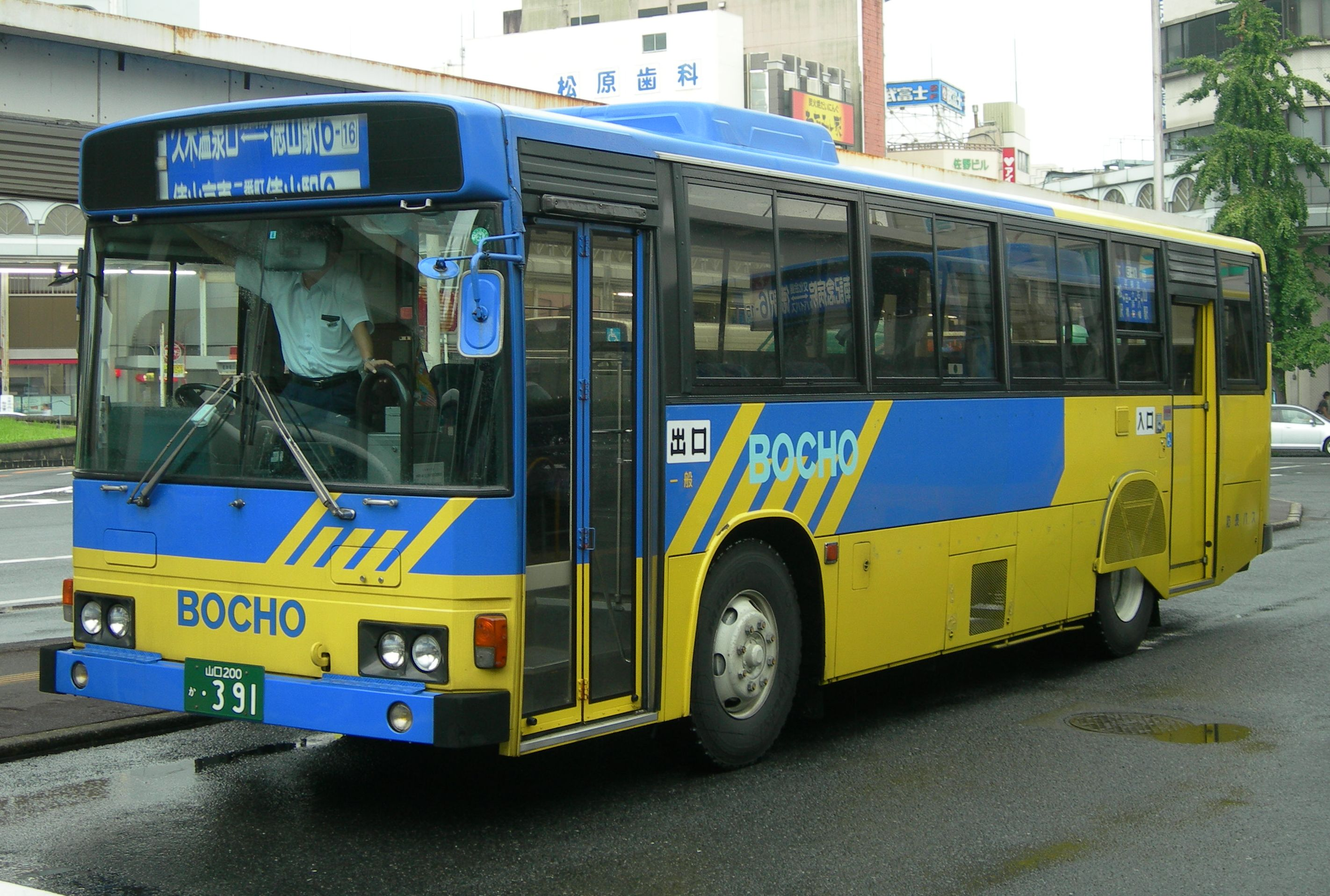
一般路線車（近鉄バスからの移籍車）
1. 車両も参照

防長交通株式会社（ぼうちょうこうつう、通称：防長バス）は、山口県および島根県でバスを運行する山口県周南市のバス事業者。近鉄グループ。

## 概要
山口県中東部（山口市・美祢市・長門市以東のほぼ全域）と島根県鹿足郡津和野町の一部を路線バスの運行エリアとしている。設立当初からバス事業専業であるが、吸収合併した防石鉄道はかつて軽便鉄道事業を行っていた（同社が鉄道事業を廃止しバス専業に転換した後に合併しているため、社として鉄道事業を行ったことはない）。
エリア内で廃業した他社の路線を車両ごと引き受ける（その際、車両の塗り替えはほとんど行われない。後述）一方で、他の事業者で見られる地域分社の動きがないなどの特徴が見られる。
貸切バス事業は専業子会社の防長観光バスを設立する一方で、直営事業としても行っている。
なお、社名の「防長」は律令国である「周防国」と「長門国」の一文字ずつを採ったもので、長州藩の別称である。

## 歴史
- 1935年（昭和10年）9月2日 - 防府自動車株式会社設立[1]
- 1937年（昭和12年）12月24日 - 防長自動車株式会社と商号変更。
- 1938年（昭和13年）1月14日 - 本社を、防府市大字三田尻村東赤間第11番地に移転。
- 1941年（昭和16年）6月28日 - 本社を、吉敷郡小郡町1292番地に移転。
- 1945年（昭和20年）12月31日 - 免許路線491.2キロのうち、161.9キロが休止。
- 1948年（昭和23年）9月10日 - 小郡 - 仙崎線運行開始。
- 1948年（昭和23年）10月1日 - 秋吉 - 宇部線相互乗り入れにて運行開始。
- 1949年（昭和24年）12月20日 - 小郡 - 三田尻線運行再開。
- 1950年（昭和25年）11月1日 - 小郡 - 光間に急行便を運行開始。
- 1951年（昭和26年）
  - 1月31日 - 本社を徳山市（現：周南市）に移転。（現在の近鉄徳山ビル）
  - 4月25日 - 広島 - 湯田間直通急行バス運行開始。（小郡 - 山口 - 防府 - 徳山 - 高森 - 岩国 - 広島。178.5粁）
- 1953年（昭和29年）7月2日 - 岩国出張所開設
- 1953年（昭和29年）11月8日 - 津和野出張所開設。
- 1954年（昭和30年）9月1日 - 小郡支社廃止。小郡営業所設置。
- 1954年（昭和30年）10月13日 - 山口営業所開設。
- 1956年（昭和31年）
  - 2月20日 - 米軍岩国基地内運行開始。
  - 10月25日 - 防長交通株式会社に社名変更。
- 1957年（昭和32年）
  - 3月20日 - 石見交通と相互乗り入れで、徳山 - 津和野 - 益田線運行開始。のち徳山 - 津和野に縮小。
    - 1994年10月1日、従来の新南陽駅経由に加えて、文化会館入口、須々万経由津和野行きを追加。新南陽駅経由1往復。須々万経由3往復。
    - 1995年7月7日、阿東町願成就温泉に乗り入れ。
    - 1997年廃止。

  - 4月20日 - 益田営業所開設。
- 1959年（昭和34年）
  - 3月18日 - 高森・笠塚・由布線運行開始。
  - 5月12日 - 秋芳洞案内所開設。
- 1959年（昭和34年）8月1日 - 萩 - 三見駅線、山口 - 三田尻 - 中道浜 - 秋穂線運行開始。
- 1960年（昭和35年）
  - 6月21日 - 光製鐵前 - 秋芳洞定期観光線認可。
  - 8月20日 - 徳佐出張所開設。
- 1962年（昭和37年）7月20日 - 県内初の単区ワンマンバスを、徳山駅 - 動物園線、徳山駅 - 市役所 - 緑が丘線、山手じゅんかん線、東門じゅんかん線で運行開始。
- 1964年（昭和39年）10月1日 - 萩営業所を平安古に開設。
- 1965年（昭和40年）
  - 3月13日 - 米軍岩国基地内の運行廃止。
  - 7月1日 - 萩・秋芳洞線が、国鉄周遊券指定路線に編入。
  - 12月1日 - 徳山駅 - 福川西ノ端線、徳山駅 - 下松駅前線、徳山駅 - （糀町経由）緑が丘線で、8区界ワンマンバスを運行開始。
- 1966年（昭和41年）2月18日 - 萩観光開発株式会社設立（現、萩観光ホテル）
- 1968年（昭和43年）
  - 8月27日 - 近畿日本鉄道の傘下に入る。
  - 9月24日 - 本社を東山町1-1に移転。
  - 10月1日 - 大島出張所を久賀町に開設。国鉄バスと相互乗り入れで大島島内の運行開始。
- 1970年（昭和45年）
  - 2月1日 - 周南団地線運行開始。（徳山駅 - 商工 - 自動車学校 - 緑が丘 - 徳山駅）
  - 11月20日 - 笠戸大橋開通に伴い、下松 - 笠戸線運行開始。
- 1971年（昭和46年）
  - 5月13日 - 小郡営業所を、下郷古江角に移転し、山口営業所を統合。
  - 11月19日 - 周南バイパス一部開通に伴い、緑が丘線を一部経路変更。（徳山駅 - 商工 - 周南バイパス - 緑が丘 - 徳山駅。現在は朝ラッシュ時のみ6-0商工先廻り緑が丘じゅんかん線として運行）
- 1972年（昭和47年）
  - 4月20日 - 徳山市内の代々木駐在、遠石駐在、松保車庫、熊毛町魚切駐在を統合する型で、下松市末武に県内最大の周南営業所開設。松保車庫は松保駐在となり本社に隣接。
  - 12月20日 - 柳井営業所を、古開作字西東条に新設移転。
- 1973年（昭和48年）
  - 4月1日 - 自動両替機付き運賃箱導入。
  - 6月1日 - 高森出張所を、下久原字森貞に新設移転。
- 1975年（昭和50年）
  - 3月10日 - 新幹線博多開業に合わせ、国鉄バスと相互乗り入れで、小郡 - 萩間に特急「はぎ号」運行開始。
  - 7月15日 - 小郡 - 湯本温泉 - 青海大橋間に特急「ながと号」運行開始。
  - 7月17日 - 徳山駅 - 中央線 - 下松北口線運行開始。
  - 9月25日 - 徳山駅 - 二番町 - 久米温泉口線運行開始。
- 1976年（昭和51年）7月4日 - 大畠・周防久賀・逗子が浜線直通運行開始。
- 1977年（昭和52年）
  - 7月22日 - 秋吉台サファリランド開園に伴い、乗り入れ開始。
  - 12月22日 - 吉部駐在を、むつみ村高佐下字足出に新設移転。
- 1978年（昭和53年） - 徳山駅 - 粭島線、徳山駅 - 須金線、田の浦秋芳洞線を最後に、ワンマンバス完全実施。
- 1979年（昭和54年）
  - 6月7日 - 冷房車搭載車輌（ボディカラー緑）配置。
  - 7月31日 - 津和野バスセンター新設。
- 1980年（昭和55年）4月10日 - 徳山駅 - バイパス経由 - 下松北口線運行開始。
- 1981年（昭和56年）9月1日 - 柳井 - 大屋団地線運行開始。
- 1982年（昭和57年）12月1日 - 徳山駅 - 防府バイパス - 湯田温泉線、桜木じゅんかん線、徳山駅 - バイパス経由 - 戸田駅線運行開始。
- 1983年（昭和58年）
  - 1月2日 - 秋芳洞 - 山口宇部空港線運行開始。
  - 3月18日 - 沖家室大橋線運行開始。
  - 10月1日 - 柳井営業所を廃止。平生営業所新設移転。佐賀駐在、伊陸駐在車庫新設。旧柳井営業所は回送時の車庫として使用。
- 1984年（昭和59年）
  - 3月21日 - 鹿野出張所を、鹿野町大字鹿野上字下市に新設移転。
  - 11月30日 - 下松駅 - 久保団地線運行開始。
- 1986年（昭和61年）
  - 6月1日 - 防府駅 - 自由が丘、新長尾団地線運行開始。
  - 11月1日 - 徳山駅 - ひばりが丘線運行開始。（令和2年3月31日廃止）
- 1987年（昭和62年）
  - 4月16日 - 長門市 - 湯本線、青海大橋 - 白潟線、跨線橋経由で運行開始。
  - 9月25日 - 徳山駅 - 二番町経由 - 徳山高専正門線運行開始。
  - 10月2日 - 湯田温泉 - 広島バスセンター間に高速特急バス運行開始。（平成5年11月、山陽自動車道開通に伴い経路変更）
  - 11月1日 - 平生マロニエ通線運行開始。
  - 12月16日 - 旭が丘じゅんかん線運行開始。（令和2年9月30日廃止）
- 1989年（平成元年）
  - 1月9日 - 華稜高校正門乗り入れ開始。徳山駅前 - 球場前 - 城が丘 - 都叶線運行開始。
  - 4月1日 - 青海大橋 - 美祢駅 - 中国縦貫道経由小郡駅新幹線口線運行開始。
  - 11月1日 - 下松北口 - 戸田駅（東西線）運行開始。
- 1990年（平成2年）
  - 2月26日 - 周南地区、行き先番号製導入開始。徳山駅前バス乗場番号変更。
  - 8月2日 - 近鉄バスとの共同運行により「カルスト号」の運行開始[3]。
  - 10月1日 - 高森出張所を高森駐在に変更。
  - 11月1日 - 長田海浜公園線運行開始。
  - 12月20日 - 相模鉄道バスとの共同運行により、徳山駅前 - 岩国駅前 - 横浜駅西口間に「ポセイドン号」運行開始。
- 1991年（平成3年）4月1日 - 下松北口 - 中央線 - 徳山東IC - 徳山西IC - 湯田温泉線運行開始。
- 1992年（平成4年）
  - 4月1日 - 防石鉄道株式会社を合併。
  - 7月1日 - 山口駐在を、山口市葵2丁目に開設。
  - 8月3日 - 高速特急、岩国駅 - 湯田温泉線ザビエル号運行開始。（中国JRバスと共同運行。平成7年11月1日より防長単独運行）
  - 11月 - 徳山駅 - 広島バスセンター線、萩 - 広島バスセンター線高速特急バス運行開始。（朝一便は庚午出口より己斐 - 十日市 - 広島バスセンター。その他の便は、鈴峯出口より、アルパーク - 草津南 - 己斐 - 十日市 - 広島バスセンター間に停車。）そのため快速便岩国発広島センター行きが廃止となり、五日市駅南口までのバス停扱いがなくなる。
- 1993年（平成5年）
  - 4月1日 - 岩国出張所を廃止。高森駐在に統合。山口県総合交通センター移転に伴い、乗り入れ開始。小郡駅新幹線口線行き一部のバスが総合交通センターまで延長運行。
  - 4月24日 - 京浜急行電鉄(後に運行から撤退)と東京（品川・浜松町） - 防府・萩間に萩エクスプレスを運転開始。
  - 7月2日 - 石見空港開港に合わせ、萩 - 石見空港 - 益田線を石見交通と共同運行開始。
  - 11月2日 - 従来の「ポセイドン号」を延長する形で京浜急行電鉄と東京（品川バスターミナル）・横浜駅西口 - 大竹インター口・岩国駅前・徳山駅前間にアルバ号を運転開始。
- 1995年（平成7年）
  - 3月17日 - アルバ号、下松市役所前、光市役所、柳井市役所前経由に変更。
  - 4月1日 - 県庁 - セミナーパーク - 仁光寺線、東萩 - 小郡 - 西京高校 - 県庁線運行開始。
  - 11月1日 - 高速特急青海大橋 - 湯本温泉 - 小郡 - 広島線運行開始。
  - 12月22日 - 高速特急徳山 - 広島線の、広島交通との共同運行開始（防長8・広交4往復）による増便と経路変更。
- 1997年（平成9年）10月1日 - 広島バス株式会社から高速バス2路線（京都線・長崎線）を譲受。
- 1999年（平成11年）4月1日 - 前日限りで解散した山口市交通局から路線および施設を譲受（山口営業所開設）。
- 2000年（平成12年）
  - 2月1日 - 貸切バス事業子会社として防長観光バスを設立。
  - 10月1日 - 単独で田布施 - 広島線の運行開始。
- 2003年（平成15年）3月20日 - JR九州バス・中国JRバス(後に運行から撤退)との3社共同運行により、『福岡・周南ライナー』を1日6往復で運行開始。
- 2005年（平成17年）12月22日 - 単独で周防大島-岩国-広島線の運行開始(2006年3月4日より岩国市交通局と共同運行)
- 2007年（平成19年）10月1日 - JRバス中国株式会社から周防大島町の安下庄線を譲受（詳細は大島線 (中国ジェイアールバス)を参照）。
- 2014年（平成26年）4月1日 - 筆頭株主が近畿日本鉄道から簡易吸収分割により同社子会社の近鉄バスホールディングスに移行。
- 2015年（平成27年）3月16日 - 創業80周年を記念して、新型低床バスに防石鉄道バス塗装（黄色に青のしま模様、通称「トラバス」）、防長交通旧塗装（非冷房車仕様、白地に青ライン）、防長交通旧塗装（急行系仕様。白地に赤ライン）の3色のリバイバルカラーのバスを防府市・周南市を中心とした路線で走らせることを発表し、3台をお披露目[1][4]。また、防長交通では初の液晶型運賃表導入。
- 2017年（平成29年）
  - 3月26日 - 周防大島-岩国-広島線の運行から撤退。(翌日よりいわくにバスの単独運行化)
  - 10月1日 - 特急はぎ号の運行を終了し、速達便をスーパーはぎ号に1本化する。
  - 10月1日 - 萩・津和野世界遺産・日本遺産をめぐるバスの運行を開始。
- 2019年（令和元年）5月24日 - バスロケーションシステム「BUSit」（バスイット）導入[5]。 高速バスはスーパーはぎ号及び広島線（2021年5月7日から）[6] のみ対応
- 2020年（令和2年）4月1日-ウェルネット株式会社「バスもり!」アプリ(iOS/Android OS)を利用したスマホ定期券を一部定期券で導入[7]
- 2021年（令和3年）6月10日-障害者手帳アプリ「ミライロＩＤ」(iOS/Android OS)提示による運賃割引を開始[8]
- 2022年（令和4年）4月1日-スマホ定期券サービスをこれまでの「バスもり!」アプリからレシップ株式会社「QUICK RIDE（クイックライド）」アプリ(iOS/Android OS)へ移行。同月30日を以って「バスもり!」アプリによる取扱いを終了[9]。
- 2023年（令和5年）3月25日 - 周南地域の一般路線と高速バス広島 - 徳山・防府線、新山口 - 萩線「スーパーはぎ号」、および同社が運転を受託する山口市コミュニティバス・萩循環まぁーるバスに交通系ICカード「ICOCA」を導入[10][11]。
- 2024年（令和6年）2月23日 - ICOCA導入区間を路線バス全線に拡大[11][12]。
  - 4月1日 - 中国ジェイアールバス周防営業所の閉鎖に伴い移管される、光駅・光総合病院 - 室積公園口線の運行を開始。これに伴い、徳山駅前 - 柳井駅前線の光市内における停車バス停を増やすほか、要員確保のため光市内の4路線を周南近鉄タクシーへ移管[13][14]。
- 2025年（令和7年）7月1日 - これまで西日本鉄道が単独で運行していた福岡 - 長門湯本温泉線「おとずれ号」の山口県側の起終点を萩市まで延伸し、当社も運行に参入。愛称も「萩・長門おとずれ号」に改め、これまでは金土日祝日のみ（ゴールデンウィーク・お盆期・年末年始は毎日運行）の運行から通年毎日運行の1日2往復体制。1年間の試行運行を予定。1ヶ月前より予約受付をおこない、インターネットでの予約はこれまで「@バスで（ハイウェイバスドットコム）」のみから「発車オ〜ライネット」でも予約可能[15]。

## 各営業所（車庫）の所在地
津和野出張所は島根ナンバー、防長観光バス広島営業所は広島ナンバー、その他は山口ナンバー。

### 防長交通
| 営業所               | 所在地                                     | 備考                                               |
| -------------------- | ------------------------------------------ | -------------------------------------------------- |
| 本社                 | 山口県周南市松保町7番9号                   | 周南営業所松保車庫・防長観光バス徳山営業所併設     |
| 周南営業所           | 山口県下松市南花岡5丁目9番1号              |                                                    |
| 周南営業所高森車庫   | 山口県岩国市周東町下久原大柿1202番地の1    | 旧・高森出張所                                     |
| 周南営業所鹿野車庫   | 山口県周南市鹿野上3200-11                  | 旧・鹿野出張所                                     |
| 平生営業所           | 山口県熊毛郡平生町大字平生村若浜242番地の1 |                                                    |
| 平生営業所大島駐在   | 山口県大島郡周防大島町大字久賀港町4316番地 | 旧・大島出張所                                     |
| 平生営業所伊陸車庫   | 山口県柳井市伊陸                           |                                                    |
| 防府営業所           | 山口県防府市国衙1丁目1番15号               |                                                    |
| 防府営業所堀駐在     | 山口県山口市徳地堀1565番地5                | 旧・堀営業所、元・防石鉄道堀駅                     |
| 山口営業所           | 山口県山口市宮野下1277番地6                | 元・山口市交通局本局                               |
| 山口営業所小郡車庫   | 山口県山口市小郡下郷2913-2                 | 防長観光バス新山口営業所併設・旧防長交通小郡営業所 |
| 山口営業所葵車庫     | 山口県山口市葵2丁目2-7                     |                                                    |
| 山口営業所秋芳駐在   | 山口県美祢市秋芳町秋吉3648番地の2          | 旧・秋芳営業所                                     |
| 萩営業所             | 山口県萩市大字平安古町553番地              |                                                    |
| 萩営業所吉部駐在     | 山口県萩市大字高佐下伏馬2197-2             |                                                    |
| 萩営業所奈古車庫     | 山口県阿武郡阿武町奈古                     |                                                    |
| 萩営業所仙崎駐在     | 山口県長門市仙崎鳥越町8番1号               | 旧・仙崎営業所                                     |
| 萩営業所津和野出張所 | 島根県鹿足郡津和野町後田65番地7            | 島根ナンバー登録                                   |

### 防長観光バス
| 営業所       | 所在地                            | 備考                                               |
| ------------ | --------------------------------- | -------------------------------------------------- |
| 新山口営業所 | 山口県山口市小郡下郷2913-2        | 防長交通山口営業所小郡車庫併設                     |
| 広島営業所   | 広島県広島市中区吉島新町1丁目27-6 | 旧防長交通広島営業所・広島ナンバー登録             |
| 徳山営業所   | 山口県周南市松保町7番9号          | 防長交通・防長観光バス本社・周南営業所松保車庫併設 |

## 主なターミナル
- 徳山駅
- 防府駅
- 柳井駅
- 岩国駅
- 新山口駅
- 山口駅
- 県庁前
- 湯田温泉
- 東萩駅
- 萩バスセンター
- 長門市駅
- 仙崎駅
- 津和野駅

## 路線
※詳細な運行案内は外部リンクの防長交通サイトを参照。

### 高速バス

#### 広島線
広島県広島市（広島バスセンター）と山口県各地を結ぶ路線。現在は「山口大学・山口湯田温泉・防府駅前・徳山駅前 - 広島バスセンター」系統のみだが、かつては「田布施・平生・柳井 - 広島バスセンター」の系統を運行していた。
車内設備は各路線とも4列シート。一部トイレ付の車両あり。運行支援業務は防長観光バス広島営業所が担当している。

##### 周南・防府・山口発着便

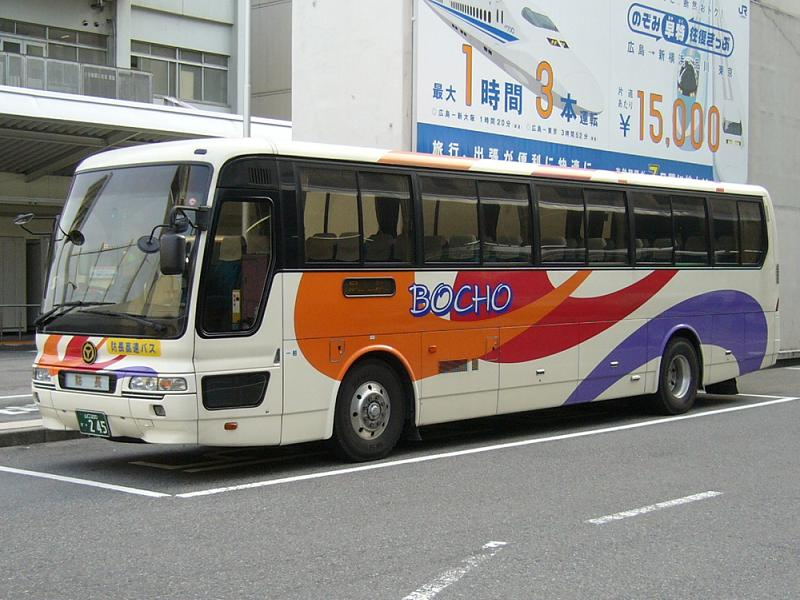
広島-徳山線（防長交通）

広島市と、岩国市西部・周南市・防府市・山口市を結ぶ系統。かつては美祢市東部を経由し萩市まで運行されていた。
この系統は、防長交通が以前から自社の幹線として運行してきた山陽街道のバス路線（小郡 - 山口 - 防府 - 徳山 - 下松 - 柳井。現在は系統が分断され、快速便として近距離輸送に徹している）を、山陽自動車道開通にあわせ実質的に引き継いだものと位置づけられる。そのため、防府営業所発行の時刻表をはじめとして山陽街道のバス路線と広島 - 萩線をひとつの路線として掲載する時刻表が存在するほか、ルートも一部（山口市内 - 周南市内）で山陽街道線と重複している。また、防長交通は山陽道開通以前に山口湯田温泉 - 広島バスセンター間に中国道・広島道経由の高速バス路線を運転しており（当時は広島電鉄との共同運行）、実質的にこの路線の運行経路を変更して復活したものともいえる。
2023年3月18日現在、以下の計7往復が運行されている。席は全席自由席（座席定員制）。
- 広島 - 徳山：5往復（周南営業所担当）
- 広島 - 防府：1往復（防府営業所担当）
- 広島 - 山口：1往復（山口営業所担当）

沿革
- 1951年 - 運行開始。
- 2006年12月1日 - 昼特急まいこ号の廃止に伴い、ダイヤ改正。
- 2011年2月1日 - ダイヤ改正。3往復減便（徳山発着便を4往復減便し、山口発着便を1往復増便）により23往復運行に。
- 2013年3月16日 - ダイヤ改正。萩発着便の運行を終了し（山口湯田温泉 - 萩バスセンター間廃止）、徳山駅発着便を2往復を減便し、21往復運行に。また、防府-周南間の経路を山陽自動車道徳山西IC-防府東IC経由から変更し、防府市内に内末田、牟礼、西国衙の3停留所を追加。なお、萩 - 山口間の中国JRバスの路線と山口米屋町または湯田温泉で乗り継ぐ乗継切符を発売することで、萩-広島間の利便性を確保することとしている。
- 2015年4月1日 - ダイヤ改正。中筋駅経由便に新白島駅を追加。
- 2015年10月1日 - ダイヤ改正。停留所及び経路を変更。山口湯田温泉発着便を山口大学まで延伸し、新たに、あいわたせ、湯田温泉駅入口、下湯田、情報芸術センター前、市民会館前、中国電力・yab前を追加。
  - なお、山口大学については乗り場は山口大学前停留所なのだが、降り場は一つ手前の台停留所となっており、事実上そこが終点となる。そのため、広島発便の時刻表では『台（山口大学前）』と表記されている（山口大学発便の時刻表については『山口大学前』のみ表記）。

- 2017年4月1日 - ダイヤ改正。広交観光が本路線の運行から撤退し、防長交通の単独運行となる。合わせて周南発着便を7往復に減便（山口及び防府発着便の本数はそのまま）。
- 2018年4月27日 - ダイヤ改正。農業試験場前・山口米屋町を廃止。大塚駅経由便にジ・アウトレット広島を追加。
- 2019年4月1日 - ダイヤ改正。中筋駅経由便を1往復のみとする。
- 2020年4月1日 - ダイヤ改正。周南市内路線バスの減便に伴い、徳山駅前 - 秋本間の相互利用を解禁。
- 2020年4月18日 - 新型コロナウイルス感染症の流行に伴い、全便を運休。
- 2020年6月1日 - 臨時ダイヤで運行再開。
- 2021年1月20日 - 新型コロナウイルス感染症の流行に伴い、全便を運休。
- 2021年3月1日 - 臨時ダイヤで運行再開。山口大学・防府駅発着の便は引き続き運休。
- 2021年4月1日 - 運行本数を増発。山口大学・防府駅発着の便はこの日より運行再開。
- 2021年5月16日 - 新型コロナウイルス感染症の流行による緊急事態宣言の対象地域拡大に伴い、当分の間全便を運休。同年6月21日から運転再開。
- 2022年10月1日 - 運賃改定。
- 2022年10月1日 - ダイヤ改正。ジ・アウトレット広島への乗り入れ終了。
- 2023年3月18日 - ダイヤ改正。徳山駅前発着・防府駅前発着便を各1便減便し、7往復体制に。また、中筋駅前経由は土日祝日の広島発1便のみとなり、それ以外はすべて大塚駅経由となる。
- 2024年4月1日 - ダイヤ改正実施。平日の湯田温泉発着便の1往復をマツダ本社前まで延伸。また、徳山駅前 - 秋本間の相互利用を終了した。

運行経路
- 太字は停車停留所。広島市内のみ、山口大学 - 折本間、徳山駅前 - 秋本間のみの相互利用はできない。

大塚駅経由
マツダ本社前 - 広島バスセンター - 中広出入口 - 広島高速4号線 - 沼田出入口 - 沼田料金所前 - 大塚駅 - 広域公園前駅 - 五日市IC - 山陽自動車道 - 玖珂インター - 熊毛インター - 徳山東インター - 国道2号 - 秋本 - 馬屋 - 周陽町中央病院入口 - 扇町 - 東辻 - 動物園文化会館入口 - 市役所前 - 徳山駅前 - 国道2号 - 新南陽高校前 - 福川駅入口 - 戸田駅前 - 湯野温泉入口 - 山口県道58号防府環状線 - 末田 - 牟礼 - 西国衙 - 防府駅前 - 国道262号 - 折本（県立大学前） - 西京橋 - 中国電力・yab前 - 市民会館前 - 情報芸術センター前 - 山口湯田温泉 - 下湯田 -  湯田温泉駅入口 - あいわたせ - 山口大学
中筋駅経由
広島バスセンター - 新白島駅 - 国道54号 - 不動院 - 中筋駅 - 広島IC - 山陽自動車道 - 沼田PA - 玖珂インター - 【この間大塚駅経由と同じ】 - 徳山駅前
- 徳山東インター並びに中国電力・yab前は広島発便のみ停車。
- 市民会館前は山口大学発便のみ停車。
- 山口大学の乗り場は山口大学前、降り場は台。
- 徳山発着便は途中休憩なし。防府・山口発着便は玖珂PAで休憩（以前は山陽道富海PAで休憩していた）。
- 広島バスセンター - 玖珂インター間は柳井・平生・田布施発着便と共通乗車可能だった。

#### その他の路線
- 東京線（萩・山口・防府・徳山・岩国 - 東京）「萩エクスプレス」
- 周南福岡線（下松・周南・防府 - 福岡）「福岡・防府・周南ライナー」
- 萩福岡線（萩明倫センター・萩バスセンター・長門 - 福岡）「萩・長門おとずれ号」
  - 西日本鉄道との共同運行。2025年7月1日運行開始。
- 萩線（東萩駅・萩バスセンター・萩明倫センター - 新山口駅）「スーパーはぎ号」
  - 中国JRバスと共同運行

#### 廃止路線（高速バス）

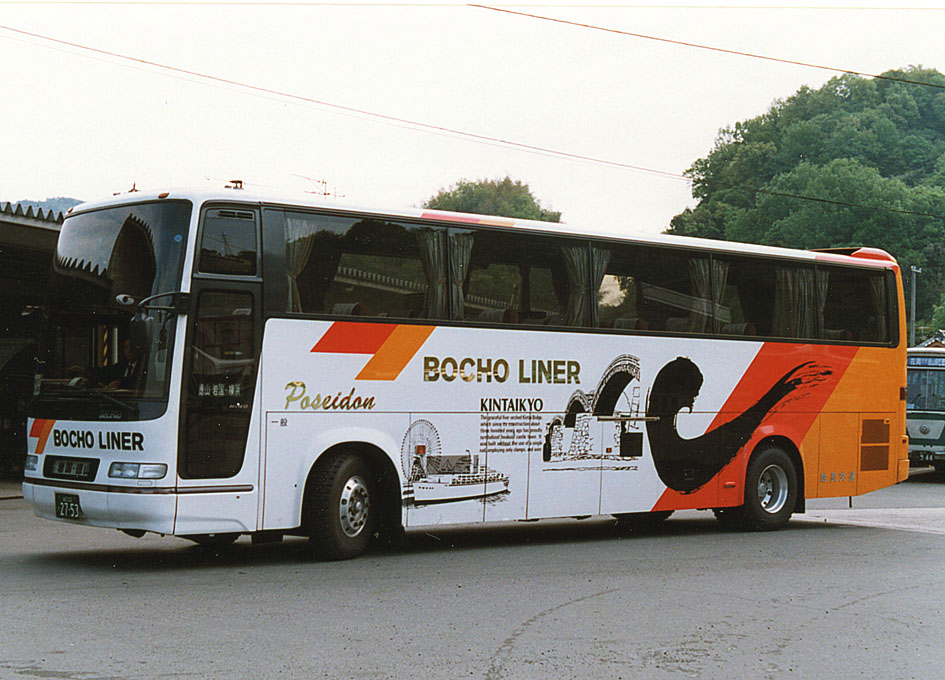
ポセイドン号

- 徳山 - 横浜「ポセイドン号」 〈相模鉄道〉
- 徳山 - 横浜・東京「アルバ号」 〈京浜急行電鉄（当時）〉
- 徳山・広島 - 枚方・京都「まいこ号・SANYO EXPRESS」〈京阪京都交通〉
- 徳山・広島 - 京都「昼特急まいこ号」
- 徳山 - 大阪「のんた号」
- 広島・岩国・徳山・防府・山口 - 長崎「ながさき号・ひろしま号」 〈長崎県交通局〉
- 平生・柳井・岩国 - 広島空港 〈芸陽バス〉
- 長門・小郡・防府・徳山 - 広島
- 山口・小郡 - 秋芳洞・美祢 〈中国JRバス〉
- 岩国 - 湯田温泉 〈中国JRバス〉[25]
- 山口 - 広島 〈広島電鉄〉
- 山口 - 広島空港
- 宇部・山口・広島～東京線（東京特別便）〈JRバス中国〉（夜行・2011年7月20日～夏休み・冬休み・春休み・ゴールデンウィーク中のみ運転）
- 周防大島・岩国～広島線 〈いわくにバス〉
- 田布施- 平生・柳井 -  広島線（2023年3月17日の運行をもって路線廃止）[26]。
- 大阪・京都線（萩・山口・防府・徳山・岩国 - 神戸・大阪・京都）「カルスト号」〈近鉄バス〉（2025年1月31日をもって運行休止）[27]。

運行当時の経路・停車停留所
- 太字は停車停留所。広島BC - 修道大学前間のみ、伊陸 - 田布施間のみの相互利用はできなかった。

広島バスセンター - 中広出入口 - 広島高速4号線 - 沼田出入口 - 沼田料金所前 - 大塚駅 - 広域公園前（修道大学前） - ジ アウトレット広島 - 五日市IC - 山陽自動車道 - 玖珂インター - 山口県道70号柳井玖珂線 - 伊陸 - 山口県道22号光柳井線 - 国清 - 柳井市役所前 - 国道188号 - 周東病院前 - 平生営業所 - 山口県道23号光上関線 - 田布施

#### 廃止路線（一般路線）
- つわの号
  - 東萩駅前 - 萩バスセンター - 津和野温泉なごみの里 - 津和野駅前 - 津和野バスセンター
    - 季節運行
- 萩市役所前 - 萩バスセンター - むつみ総合支所 - 須佐駅前 - 田万川総合支所 - 田万川温泉
- 萩 - 石見空港 - 益田線 〈石見交通〉
  - 萩バスセンター - 東萩駅前 - 越ヶ浜入口 - 大井馬場 - 奈古駅前 - 木与駅前 - 宇田郷 - 須佐駅前 - 江崎本町 - 小浜駅口 - 石見空港 - 益田駅前
  - 2012年3月31日運行終了（萩近鉄タクシーによる乗合タクシーへ運行形態変更）。
- 徳山駅前- 岩国錦帯橋空港線（空港リムジンバス）
  - 徳山駅前 - 動物園文化会館入口 - 徳山東IC - 山陽自動車道 - 熊毛IC - 玖珂IC - 岩国錦帯橋空港
  - 2012年12月13日運行開始、2013年3月30日運行終了（周南近鉄タクシーによる乗合タクシーへ運行形態変更）。一日2往復。
- 田布施- 平生・柳井 -  岩国錦帯橋空港線
  - 田布施- 平生営業所- 周東病院前 - 西沖割 - 柳井港 - 大畠駅 - 岩国錦帯橋空港
  - 2012年12月13日運行開始、2013年5月31日運行終了
- はぎ号（一般道経由）
  - 新山口駅新幹線口 - 新山口駅表口（萩行のみ） - 湯の口 - 大田中央 - 絵堂 - バイパス明木（あきらぎ） - 萩バスセンター - 東萩駅前 (- 萩観光ホテル)
  - 2017年10月1日運行終了
- 山口 - 山口宇部空港線 〈中国JRバス〉（一般路線）
  - 山口駅 - 湯田温泉通 - （山口宇部道路） - 山口宇部空港
  - 2011年8月12日運行開始。期間限定運行の予定だが、2018年11月25日まで運行を継続し、同日をもって廃止[28]。

### 急行バス
- 東萩駅前 - 萩バスセンター - 長門峡北入口 - 明木市（あきらぎいち） - 絵堂 - サファリランド前 - （景清洞） - 大正洞 - 秋吉台 - （黒谷口） - 秋芳洞

### 快速バス
- 東萩駅前 - 萩バスセンター - 福井市 - 吉部 - 三谷駅前入口 - 願成就温泉 - 津和野駅前 - 津和野バスセンター
- 東萩駅前 - 萩バスセンター - 湯免温泉 - 長門市駅前 - 仙崎 - 青海大橋
- 青海大橋→仙崎→長門市駅前→三隅駅前→湯免温泉→落志畑→山中→絵堂→大田中央→美東中学前→美東病院前→秋芳洞（秋芳洞行のみ）

### 一般路線バス
防長交通では循環系統の行先名を「○○じゅんかん」と平仮名表記している。

#### 広域路線
- [100]・[12] 徳山駅前 - 市役所前 - 慶万（けいまん） - 遠石（といし）八幡 - 久米 - （中央線） - 末武 - 花岡 - 久保駅前 - 高森 - 新岩国駅前 - 錦帯橋 - 岩国駅前
- [100]・[21] 徳山駅前 - 市役所前 - 慶万（けいまん） - 遠石（といし）八幡 - 櫛ケ浜駅前 - 下松駅前 - 光駅前 - 光市役所前 - 室積 - 江の浦 - 平生 - 周東病院前 - 柳井駅前
- [150]・[82] 徳山駅前 - 市役所前 - 川崎 - 新南陽駅前 - 福川駅前 - 戸田駅前 - 円通寺 - 防府駅前
- 新山口駅在来線口 - 南本町 - 鴻城高校前 - 柳井田 - 二本木 - 湯の口 - 長田 - 綾木 - 大田中央 - 絵堂 - 明木市（あきらぎいち） - 長門峡北入口 - 萩駅前 - 萩バスセンター - 東萩駅前
- 新山口駅在来線口 - 南本町 - 鴻城高校前 - 柳井田 - 二本木 - 湯の口 - 湯の口温泉前 - 下十文字 - 秋吉 - 秋芳洞

#### 柳井市・熊毛郡周辺路線
- 大屋東 - 柳井駅前 - 周東病院前 - 十三割 - 平生 - 桜町 - イオンタウン平生
- 柳井駅前 - 周東病院前 - イオンタウン平生 - 平生 - 佐賀東 - 脇の浜 - 上関
- 柳井駅前 - 周東病院前 - 十三割 - 平生 - 佐賀東 - 脇の浜 - 上関
- 柳井駅前 - 周東病院前 - 大野中村 - 佐賀東 - 脇の浜
- 柳井駅前 - 周東病院前 - 坂本病院 - 本町 - 田布施駅前
- 柳井駅前 - 柳井医療センター前
- 周東病院前 - 柳井駅前 - 国清 - 田尻
- 周東病院前 - 柳井駅前 - 国清 - 長野 - 宮ヶ原 - 久可地
- 周東病院前 - 柳井駅前 - 国清 - 長野 - 宮ヶ原 - 大の口 - 国清 - 柳井駅前 - 周東病院前

廃止路線
- 周東病院前 - 柳井駅前 - 柳井港 - 大畠駅 - 宮ヶ峠 - 大里 - 大原
- 周東病院前 - 柳井駅前 - 柳井港 - 大畠駅 - 神代浜 - 大里 - 大原 - 割石 - 国清 - 柳井駅前 - 周東病院前

これにより柳井駅から大畠駅までバス移動が出来なくなった
- 柳井駅前 - 国清 - 田尻 - 高森駅
- 田布施駅前 - 岸田 - 竹尾

#### 大島郡周辺路線
- 柳井駅前 - 柳井港 - 大畠駅 - 東瀬戸 - 三蒲 - 周防椋野 - 宗光 - 総合庁舎前 - 久賀 - 周防八幡
- 大畠駅 - 東瀬戸 - 三蒲 - 周防椋野 - 宗光 - 総合庁舎前 - 周防久賀 - 大崎 - 長浜 - 日前 - 土居口 - 安高 - 町立橘病院前
- 大畠駅 - 東瀬戸 - 三蒲 - 周防椋野 - 宗光 - 総合庁舎前 - 周防久賀 - 大崎 - 長浜 - 日前 - 土居口 - 土居 - 油良 - 下田口 - 下田 - 平野 - 森野 - 神浦 - 和佐 - 小泊 - 内入 - 和田 - 逗子ヶ浜 - 小伊保田 - 陸奥記念館前 - 伊保田 - 周防油宇
- 大畠駅 - 東瀬戸 - 小松港 - 高専前 - 屋代口 - 横見 - 沖浦 - 西安下庄 - 町立橘病院前

#### 周南市・下松市・光市周辺路線
2021年4月1日のダイヤ改正にあわせ、系統番号が変更された。
それまでは、周南市付近の系統番号は、徳山駅前のバスのりば番号と連動していた（ハイフンより左側）。したがって徳山駅前に入らない路線については系統番号がなかった。なお、0-1、0-2番は徳山駅前付近を通っていたため系統番号が設定されているが、これらの系統が新設された当時は全便徳山駅前を通過していたためハイフンより左の番号が0となっていた。また、2019年に徳山駅前広場の完成に伴い乗車ホームの再編が行われた（乗車ホームを8面に増設し、1番のりばを高速バス専用に変更） ため、系統番号とバスのりば番号に一部ずれが生じていた。
- [160]・[69] 徳山駅前 - 市役所前 - 川崎 - 新南陽駅前 - 間上
- [160]・[61] 徳山駅前 - 市役所前 - 川崎 - 新南陽駅前 - 間上 - 川上ダム - 鹿野（かの） - コアプラザかの（早朝深夜は鹿野止め）
- [160-B]・[61-B] 徳山駅前 - 市役所前 - 川崎 - 新南陽駅前 - 間上 - 川上ダム - 夢求の里交流館前（昼間時間帯のみ） - 鹿野（かの） - コアプラザかの（早朝深夜は鹿野止め）
- [61-C] 徳山駅前→市役所前→川崎→新南陽駅前→間上→川上ダム→鹿野分校→鹿野（かの）→コアプラザかの（鹿野行のみ）
- [160]・[62] 徳山駅前 - 市役所前 - 川崎 - 新南陽駅前 - 井谷 - 四熊 - 奥四熊 - 四熊 - 中野
- [160]・[62-B] 徳山駅前 - 市役所前 - 川崎 - 新南陽駅前 - 別所 - 井谷 - 四熊 - 奥四熊 - 四熊 - 中野
- [160]・[62-C] 徳山駅前 - 市役所前 - 川崎 - 新南陽駅前 - 別所 - （川曲）矢櫃 - 別所 - 井谷 - 四熊 - 奥四熊 - 四熊 - 中野
- [150]・[71] 徳山駅前 - 市役所前 - 川崎 - 新南陽駅前 - 東ソー入口 - イオンタウン周南 - 瀬ノ上 - 長田海浜公園
- [150]・[81] イオンタウン周南久米 - 周陽町中央病院入口 - （バイパス） - 徳山商工入口 - 慶万（けいまん） - 市役所前 - 徳山駅前 - 市役所前 - 川崎 - 新南陽駅前 - 福川駅前 - 戸田駅前
- [150]・[81] 徳山駅前 - 市役所前 - 川崎 - 新南陽駅前 - 福川駅前 - 戸田駅前
- [150]・[83] 徳山駅前 - 市役所前 - 川崎 - 新南陽駅前 - 福川駅前 - 戸田駅前 - 湯野温泉
- [150]・[84] 徳山駅前 - 市役所前 - 川崎 - 新南陽駅前 - 福川駅前 - 戸田駅前 - 湯野温泉 - 柚木河内
- [150]・[91] 徳山駅前 - 市役所前 - 川崎 - 新南陽駅前 - 福川駅前 - （矢地峠） - 上村 - 高瀬
- [150]・[92] 徳山駅前 - 市役所前 - 川崎 - 新南陽駅前 - 福川駅前 - （矢地峠） - 上村 - 島地 - 堀
- [160]・[93] 徳山駅前 - 市役所前 - 川崎 - 新南陽駅前 - 大神 - 上大谷 - 上村 - 島地 - 堀
- [140]・[51] 徳山駅前 - 市役所前 - 二番町 - 須々万 - 上本城
- [140] 徳山北分校→須々万→二番町→市役所前→徳山駅前（徳山駅前行のみ）
- [140]・[52] 徳山駅前 - 市役所前 - 二番町 - 須々万 - 長穂 - 徳山カントリー前
- [140]・[53] 徳山駅前 - 市役所前 - 二番町 - 須々万 - 長穂 - 徳山カントリー前 - 鹿野（かの）
- [110]・[105] 徳山駅前 - 市役所前 - 徳高前 - 金剛山 - 北山
- [100]・[19] 徳山駅前 - 市役所前 - 慶万（けいまん） - 遠石（といし）八幡 - 久米 - （中央線） - 末武 - 花岡
- [100]・[13] 徳山駅前 - 市役所前 - 慶万（けいまん） - 遠石（といし）八幡 - 久米 - （中央線） - 末武 - 花岡 - 久保団地四丁目・東陽小学校前
- [100]・[11] 徳山駅前 - 市役所前 - 慶万（けいまん） - 遠石（といし）八幡 - 久米 - （中央線） - 末武 - ゆめタウン下松東 - 下松市役所前 - 下松駅北口
- [100]・[22] 徳山駅前 - 市役所前 - 慶万（けいまん） - 遠石（といし）八幡 - 櫛ケ浜駅前 - ボートレース場入口 - 粭島（すくもじま）
- [110]・[31] 戸田駅前 - （バイパス） - 職安前 - 徳高前 - 市役所前 - 徳山駅前 - 市役所前 - 徳高前 - 動物園文化会館入口 - 周陽町中央病院入口 - （バイパス） - 末武大通上 - ゆめタウン下松東 - 下松市役所前 - 下松駅北口
- [110]・[31] 徳山駅前 - 市役所前 - 徳高前 - 動物園文化会館入口 - 周陽町中央病院入口 - （バイパス） - 末武大通上 - ゆめタウン下松東 - 下松市役所前 - 下松駅北口
- [110]・[39] 徳山駅前 - 市役所前 - 徳高前 - 動物園文化会館入口 - 周陽町中央病院入口 - （バイパス） - 花岡
- [110]・[32] 徳山駅前 - 市役所前 - 徳高前 - 動物園文化会館入口 - 周陽町中央病院入口 - （バイパス） - 花岡 - 久保市 - 久保駅前 - 大河内駅前 - 小周防 - 三丘温泉 - 兼清
- [110]・[33] 徳山駅前 - 市役所前 - 徳高前 - 動物園文化会館入口 - 周陽町中央病院入口 - （バイパス） - 花岡 - 久保団地四丁目 - 久保駅前 - 高水駅前 - ゆめプラザ熊毛
- [110-B]・[33-B] 徳山駅前 - 市役所前 - 徳高前 - 動物園文化会館入口 - 周陽町中央病院入口 - （バイパス） - 花岡 - 周南記念病院 - 久保団地四丁目 - 久保駅前 - 高水駅前 - ゆめプラザ熊毛
- [110-C]・[33-C] 徳山駅前 - 市役所前 - 徳高前 - 動物園文化会館入口 - 周陽町中央病院入口 - （バイパス） - 華陵高校正門 - 花岡 - 周南記念病院 - 久保団地四丁目 - 久保駅前 - 高水駅前 - ゆめプラザ熊毛
- [110] 久米温泉口→中央病院前→動物園文化会館入口→徳高前→市役所前→徳山駅前（徳山駅前行のみ）
- [120]・[41] 徳山駅前 - 銀座 - 二番町 - 中央病院前 - 久米温泉口
- [120-B]・[41-B] 徳山駅前 - 銀座 - 二番町 - 中央病院前 - 大学前 - 徳山高専正門 - 大学前 - 久米温泉口
- [120]・[42] 徳山駅前 - 銀座 - 二番町 - 中央病院前 - 久米温泉口 - イオンタウン周南久米 ※2016年11月23日より一部をイオンタウン周南久米まで延長
- [130]・[49] 徳山駅前 - 二番町 - 高尾団地 - 秋月ニュータウン下
- [130]・[43] 徳山駅前 - 二番町 - 高尾団地 - 秋月ニュータウン下 - 中央病院前 - 久米温泉口 - 末武大通上 - ゆめタウン下松東 - 下松市役所前 - 下松駅北口
- [130]・[44] 徳山駅前 - 二番町 - 高尾団地 - 秋月ニュータウン下 - 中央病院前 - 久米温泉口 - 末武大通上 - ゆめタウン下松東 - 下松市役所前 - 下松高校入口
- [2] 徳山駅前→銀座→速玉町→遠石八幡→緑ヶ丘運動公園前→周陽町中央病院入口→徳山商工入口→速玉町→銀座→徳山駅前（緑ヶ丘じゅんかん）
- [1] 徳山駅前→銀座→速玉町→徳山商工入口→周陽町中央病院入口→緑ヶ丘運動公園前→遠石八幡→速玉町→銀座→徳山駅前（商工じゅんかん）
  - 基本は徳山駅前→八幡→緑ヶ丘→商工→徳山駅前の経路をとるが、朝通勤通学時間帯に限り逆周り（商工じゅんかん）もあり。
- [2]・[3] 徳山駅前 - 銀座 - 速玉町 - 徳山商工入口 - 中央病院前 - 久米温泉口
- [1]・[4] 徳山駅前 - 銀座 - 速玉町 - 遠石（といし）八幡 - 桜木 - 大学前 - 徳山高専正門
- [5] 徳山駅前→銀座→速玉町→徳山商工入口→球場前→大学前→徳山高専正門（徳山高専行のみ）
- ちょい乗り100円バス（市街地循環線）：徳山駅前 - 市役所前 - 動物園文化会館入口　- 美術博物館前 - 市役所前 - 徳山駅前 （土日祝日のみ運行）
- [6] 下松駅前→下松健康パーク前→ボートレース場入口→櫛ケ浜駅前→緑ヶ丘運動公園前→大学前→徳山高専正門（徳山高専行のみ）
- 周南記念病院 - 花岡 - 末武大通上 - ゆめタウン下松東 - 下松市役所前 - 下松駅前 - 本浦 - 国民宿舎前 - （笠戸島）深浦
- 周南記念病院 - 花岡 - 末武大通上 - ゆめタウン下松東 - 下松市役所前 - 下松駅北口 - 旗岡センター（旗岡じゅんかん）
- 下松駅前 - 下松市役所前 - 下松高校入口 - 久保団地四丁目・東陽小学校前 - 山田
- 下松駅前 - 下松市役所前 - 下松高校入口 - 久保団地四丁目・東陽小学校前 - 切山上
- 下松駅前 - 下松市役所前 - 下松高校入口 - 久保団地四丁目 - 久保駅前 - 高水駅前 - ゆめプラザ熊毛
- 下松駅前 - 下松市役所前 - ゆめタウン下松東 - 楠町 - 花岡 - 周南記念病院 - 花岡駅前 - 華陵高校正門 - 花岡駅前 - 久保団地四丁目・東陽小学校前 - 切山上（華陵高校経由は切山上行のみ）（一部久保団地四丁目・東陽洋小学校前止め）
- 光市役所前 - 光駅北口 - 岩狩 - 島田駅前 - 小周防 - 三丘温泉 - 兼清
- 光市役所前 - 島田中前 - 島田駅前 - 小周防 - 三丘温泉 - 兼清
- 光市役所前 - 島田中前 - 島田駅前 - 小周防 - ゆめプラザ熊毛 - 高水駅前

廃止路線
- 徳山駅前 - 市役所前 - 川崎 - 新南陽駅前 - 東ソー前
- 徳山駅前 - 市役所前 - 川崎 - 新南陽駅前 - 間上 - 川上ダム - 横川　※2017年3月31日を以って廃止
- 徳山駅前 - 市役所前 - 川崎 - 新南陽駅前 - 間上 - 川上ダム - 四熊
- 徳山駅前 - トクヤマ正門 - 周南工場
- 徳山駅前 - トクヤマ正門 - 東ソー入口 - イオンタウン周南 - 瀬ノ上 - 長田海浜公園
  - 過去には、長田海浜公園　- 鉄工団地の区間便が、朝夕1便運行していた。
- 徳山駅前 - 市役所前 - 川崎 - 新南陽駅前 - 福川駅前 - 戸田駅前 - 湯野温泉 - 柚木河内 - 上村 - 島地 - 堀
- 徳山駅前 - 市役所前 - 徳高前 - 金剛山 - 北山 - 川崎 - 新南陽駅通 - イオンタウン周南
- 徳山駅前 - 市役所前 - 二番町 - 須々万 - 上本城 - 中須 - 菅野 - 中原 - 須金支所前・須金局前
  - 運行開始時はは徳山駅前から広瀬出合まで運行。中原〜広瀬出合に縮小後、岩国市営錦バスが運行。
  - 2019年3月31日をもって菅野～須金間が廃止、さらにその後、2020年9月30日をもって上本城～菅野間が廃止となった。
- 徳山駅前 - 市役所前 - 慶万（けいまん） - 遠石（といし）八幡 - 久米 - （中央線） - 末武 - 花岡 - 久保駅前
- 徳山駅前 - 市役所前 - 慶万（けいまん） - 遠石（といし）八幡 - 久米 - （中央線） - 末武 - 花岡 - 周南記念病院
- 徳山駅前 - 市役所前 - 慶万（けいまん） - 遠石（といし）八幡 - 久米 - 旭ヶ丘（旭ヶ丘じゅんかん）
- 徳山駅前 - 市役所前 - 慶万（けいまん） - 遠石（といし）八幡 - 櫛ケ浜駅前 - ボートレース場入口 - 下松健康パーク前 - 下松駅前
- 徳山駅前 - 銀座 - 速玉町 - 遠石（といし）八幡 - 櫛ケ浜駅前 - 奈切
  - 過去には大浦行きがあり、出光興産大浦事業所前まで運行していた。車輛は構内で転回していた。
- 戸田駅前 - 福川駅前 - 新南陽駅前 - 川崎 - 市役所前 - 徳山駅前 - 市役所前 - 慶万（けいまん） - 徳山商工入口 - 周陽町中央病院入口 - （バイパス） - 花岡 - 楠町 - ゆめタウン下松東 - 下松市役所前 - 下松駅北口
- 徳山駅前 - 徳高前 - 扇町県住前 - 秋月小学校前 - 中央病院前 - 久米温泉口 - ひばりが丘
  - 2020年4月1日から久米温泉口止めとなり、扇町県住前 - 秋月小学校前ではなく楠木一丁目 - 楠木二丁目経由の徳山駅前行のみとなった。
- 徳山駅前 - 銀座 - 速玉町 - 徳山商工入口 - 中央病院前 - 久米温泉口 - イオンタウン周南久米 ※2016年11月23日より一部をイオンタウン周南久米まで延長
- 下松駅前 - 下松市役所前 - ゆめタウン下松東 - 楠町 - 花岡 - 周南記念病院 - 花岡駅前 - 華陵高校正門 - 温見 - 大藤谷 - 八代 - 魚切
  - 運行開始時は平田橋の手前から川沿いに酸素前(後の美里町)、花岡を通り、広瀬出合まで運行していた。魚切から三瀬川までの区間便もあった。
  - 2018年9月30日をもって大藤谷～八代～魚切間が廃止、さらにその後、2019年9月30日をもって華陵高校正門～大藤谷間が廃止となった。
- 下松北口 - 江口住宅（末期は朝一便のみ）
- 光市役所前 - 島田中前 - 島田駅前 - 小周防 - ゆめプラザ熊毛 - 高水駅前 - 八代 - 魚切
- 光市役所前 - 島田中前 - 島田駅前 - 小周防 - 三丘温泉 - 兼清- 筏場- 中島橋- 高森駅
- 高森 - 三瀬川（廃止後スクールバスに転換）

#### 防府市・山口市徳地周辺路線
なお、文中の「防府駅前」バス停はJR防府駅北口（てんじんぐち）、「防府駅南口」バス停はJR防府駅南口（みなとぐち）の位置にある。
- 防府駅前 - 中山 - 堀 - 佐波高前 - 佐波高正門前
- 防府駅前 - 総合医療センター前 - 中山 - 堀
- 防府駅前 - 和字 - 堀
- 防府駅前 - 和字 - 久兼
- 総合医療センター前 - 防府駅前 - 天神町 - 酢貝 - 上木部 - ロープウェイ山麓駅
- 総合医療センター前 - 防府駅前 - 天神町 - 毛利本邸入口 - 新長尾団地 - 阿弥陀寺
- 防府駅前 - 総合医療センター前 - 自由ヶ丘（自由ヶ丘じゅんかん）
- 防府駅前 - 総合医療センター前 - 佐野 - 落合
- 防府駅前 - 国衙車庫
- 総合医療センター前 - 防府駅前 - 富海農協前 - 円通寺
- 防府駅南口 - 車塚 - 堀口通 - 協和前 - 新田 - スポーツセンター入口 - 中関 - 中浦
- 総合医療センター前 - 防府駅前/防府駅南口 - 市役所前 - 新田 - スポーツセンター入口 - 中関 - 中浦
- 自由ヶ丘四丁目 - 総合医療センター前 - 防府駅前/防府駅南口 - 車塚 - 堀口通 - 協和前 - 新田 - スポーツセンター前 - 鶴浜 - 工業団地東海カーボン前
- 総合医療センター前 - 右田 - 防府駅前/防府駅南口 - 堀口通 - 三田尻港前 - 三田尻港入口 - 小田港
- 防府駅南口 - 市役所前 - 小茅（西浦）
- 防府駅前 - 防府西高入口 - 大道駅前 - 秋穂漁港入口
- 防府駅前 - 総合医療センター前 - 大道駅前 - 秋穂漁港入口
- 切畑 - 大道駅前 - 中道 - 秋穂漁港入口
- 防府駅前 - 防府西高入口 - 鋳銭司支所前 - 新山口駅表口
- 堀 - 佐波高前 - 八坂 - 羽高
- 堀 - 佐波高前 - 八坂 - 佐波川ダム - 柚野活性化センター
- 堀 - 島地 - 串 - 串交流センター

#### 山口市・吉敷郡周辺路線
一部を除き、旧山口市交通局の路線を承継している。なお、文中の「湯田温泉」バス停はJR湯田温泉駅から徒歩10分の位置（県道宮野大歳線沿い）にある。
2013年4月1日のダイヤ改正にあわせ、旧山口市交通局の路線に3桁の系統番号が導入された。
2016年2月現在山口市街地～新山口は平日午前は15分間隔正午から17時までは20分間隔のパターンダイヤとなっている（土日は20分間隔）。また日赤口～下湯田は1時間に8本走る時間があり本数が多くなっている。
旧国道9号経由系統
- [102] 新山口駅表口 - 小郡第一病院前 - 鴻城高校前 - 上郷駅前 - 陸上競技場前 - 維新公園前 - 湯田温泉 - 西京橋 - 日赤口 - 宮野車庫
- [104] 新山口駅表口 - 小郡第一病院前 - 鴻城高校前 - 上郷駅前 - 陸上競技場前 - 維新公園前 - 湯田温泉 - 西京橋 - 日赤口 - 県立大学前 - スポーツの森前
- [106] 新山口駅表口 - 小郡第一病院前 - 鴻城高校前 - 上郷駅前 - 陸上競技場前 - 維新公園前 - 湯田温泉 - 西京橋 - 日赤口 - 県立大学前 - 宮野温泉
- [108] 新山口駅表口 - 小郡第一病院前 - 鴻城高校前 - 上郷駅前 - 陸上競技場前 - 維新公園前 - 湯田温泉 - 西京橋 - 日赤口 - 県立大学前 - 宮野温泉 - 道の駅仁保の郷
- [109] 新山口駅表口 - 小郡第一病院前 - 鴻城高校前 - ウインズ小郡 - 上郷駅前 - 陸上競技場前 - 維新公園前 - 湯田温泉 - 西京橋 - 日赤口 - 県立大学前 - スポーツの森前　（ウインズ非開催日は経由せず運行）
- [110] 新山口駅表口 - 小郡第一病院前 - 鴻城高校前 - 上郷駅前 - 陸上競技場前 - 維新公園前 - 湯田温泉 - 西京橋 - 日赤口 - 日赤前 - 県庁前
- [111] 秋穂荘 - 秋穂漁港入口 - 宮の前 - 新山口駅表口 - 小郡第一病院前 - 鴻城高校前 - 上郷駅前 - 陸上競技場前 - 維新公園前 - 湯田温泉 - 西京橋 - 日赤口 - 日赤前 - 県庁前
- [112] 秋穂荘 - 秋穂漁港入口 - 長浜入口 - 新山口駅表口 - 小郡第一病院前 - 鴻城高校前 - 上郷駅前 - 陸上競技場前 - 維新公園前 - 湯田温泉 - 西京橋 - 日赤口 - 日赤前 - 県庁前
- [113] 秋穂荘 - 秋穂漁港入口 - 潮寿荘 - 長浜入口 - 新山口駅表口 - 小郡第一病院前 - 鴻城高校前 - 上郷駅前 - 陸上競技場前 - 維新公園前 - 湯田温泉 - 西京橋 - 日赤口 - 日赤前 - 県庁前
- [132] 新山口駅表口 - 小郡第一病院前 - 鴻城高校前 - 上郷駅前 - 陸上競技場前 - 維新公園前 - 湯田温泉 - 県庁前 - 西京橋 - 日赤口 - 宮野車庫
- [134] 新山口駅表口 - 小郡第一病院前 - 鴻城高校前 - 上郷駅前 - 陸上競技場前 - 維新公園前 - 湯田温泉 - 県庁前 - 西京橋 - 日赤口 - 県立大学前 - スポーツの森前
- [136] 新山口駅表口 - 小郡第一病院前 - 鴻城高校前 - 上郷駅前 - 陸上競技場前 - 維新公園前 - 湯田温泉 - 県庁前 - 西京橋 - 日赤口 - 県立大学前 - 宮野温泉
- [138] 新山口駅表口 - 小郡第一病院前 - 鴻城高校前 - 上郷駅前 - 陸上競技場前 - 維新公園前 - 湯田温泉 - 県庁前 - 西京橋 - 日赤口 - 県立大学前 - 宮野温泉 - 道の駅仁保の郷
- [222] 陸上競技場前 - 維新公園前 - 湯田温泉 - 西京橋 - 日赤口 - 日赤前 - 県庁前 - 江良 - 雪舟庭入口 - 宮野車庫
- [232] 県庁前 - 西京橋 - 日赤口 - 宮野車庫
- [238] 県庁前 - 西京橋 - 日赤口 - 県立大学前 - 宮野温泉 - 道の駅仁保の郷

平川経由系統
- [302] 新山口駅表口 - 上山手 - 上郷駅前 - 西京高校前 - 山口大学前 - 湯田温泉 - 西京橋 - 日赤口 - 宮野車庫
- [310] 新山口駅表口 - 上山手 - 上郷駅前 - 西京高校前 - 山口大学前 - 湯田温泉 - 西京橋 - 日赤口 - 日赤前 - 県庁前
- [311] 新山口駅表口 - 上山手 - 上郷駅前 - 平川リハビリテーション病院前 - 西京高校前 - 山口大学前 - 湯田温泉 - 西京橋 - 日赤口 - 日赤前 - 県庁前
- [403] 平川リハビリテーション病院前 - 西京高校前 - 山口大学前 - 湯田温泉 - 西京橋 - 日赤口 - 宮野車庫
- [405] 平川リハビリテーション病院前 - 西京高校前 - 山口大学前 - 湯田温泉 - 西京橋 - 日赤口 - 県立大学前 - スポーツの森前
- [407] 平川リハビリテーション病院前 - 西京高校前 - 山口大学前 - 湯田温泉 - 西京橋 - 日赤口 - 県立大学前 - 宮野温泉
- [411] 平川リハビリテーション病院前 - 西京高校前 - 山口大学前 - 湯田温泉 - 西京橋 - 日赤口 - 日赤前 - 県庁前
- [435] 平川リハビリテーション病院前 - 西京高校前 - 山口大学前 - 湯田温泉 - 県庁前 - 西京橋 - 日赤口 - 県立大学前 - スポーツの森前

バイパス経由系統
- [562] 新山口駅表口 - 上山手 - 上郷駅前 - 児童センター前 - 稲葉団地入口 - 県庁前 - 西京橋 - 日赤口 - 宮野車庫
- [584] 新山口駅表口 - 上山手 - 上郷駅前 - 児童センター前 - 稲葉団地入口 - 県庁前 - 江良 - 雪舟庭入口 - 県立大学前 - スポーツの森前
- [660] 児童センター前 - 稲葉団地入口 - 県庁前
- [664] 児童センター前 - 稲葉団地入口 - 県庁前 - 西京橋 - 日赤口 - 県立大学前 - スポーツの森前
- [670] 児童センター前 - 上東 - 県庁前
- [674] 児童センター前 - 上東 - 県庁前 - 西京橋 - 日赤口 - 県立大学前 - スポーツの森前

山口市街 - 大内系統
- [751] 県庁前 - 米屋町 - 山口駅 - 大内地域交流センター前 - 道の駅仁保の郷
- [752] 陸上競技場前 - 維新公園前 - 湯田温泉 - 西京橋 - 日赤口 - 日赤前 - 県庁前 - 米屋町 - 山口駅 - 大内地域交流センター前 - 道の駅仁保の郷
- [753] 陸上競技場前 - 維新公園前 - 湯田温泉 - 県庁前 - 日赤前 - 日赤口 - 西京橋 - 米屋町 - 山口駅 - 大内地域交流センター前 - 道の駅仁保の郷

山口市街 - 徳地・阿東系統
旧山口市営バス移管前から防長交通により運行されていた。
- 県庁前 - 米屋町 - 山口駅 - 日赤口 - 宮野駅前 - 県立大学前 - スポーツの森前 - 宮野新橋 - 仁保駅 - 仁保市 - 八坂 - 佐波高前 - 堀
- 湯田温泉 - 県庁前 - 西京橋 - 日赤口 - 宮野駅前 - 県立大学前 - スポーツの森前 - 宮野新橋 - 長門峡 - 三谷駅入口 - 吉部

阿知須 - 秋穂系統
2008年10月に運行開始。
- サンパークあじす - 阿知須駅 - 道の駅きらら あじす - 南開作 - 長浜入口 - 秋穂 - 秋穂漁港入口
- サンパークあじす - 阿知須駅 - 道の駅きらら あじす - 南開作 - 長浜入口 - 潮寿荘

#### 長門市・美祢市周辺路線
- 青海島と秋芳洞を結ぶ路線
  - 青海大橋 - 仙崎 - 長門市駅前 - 三隅駅前 - 湯免温泉 - 落志畑 - 山中 - サファリランド前 - 絵堂 - 大田中央 - 美東病院前 - 秋芳洞
  - 青海大橋 - 仙崎 - 長門市駅前 - 長門病院 - 三隅駅前 - 野波瀬漁協前 - 湯免温泉 - 落志畑
  - 山中 - 中河内 - 景清洞 - 大正洞 - サファリランド前 - 絵堂 - 大田中央 - 美東病院前 - 秋芳洞
- その他
  - 落志畑 - 山中 - 絵堂 - 大田中央
- 秋吉 - 下十文字 - 湯の口温泉前 - 湯の口 - 長田 - 綾木 - 大田中央 - 美東中学校前（令和3年度よりジオタクを利用したスクールバスを運行開始した事により廃止[31]）
- 秋吉 - 下十文字 - 宗国 - 湯の口 - 二本木 - 湯の口 - 長田 - 綾木 - 大田中央 - 美東中学校前（同上）

#### 萩市・阿武郡周辺路線
- 萩商工高校前 - 萩バスセンター - 東萩駅前 - 越ヶ浜駅前 - 越ヶ浜入口 - 大井馬場 - 阿武町道の駅 - 奈古駅前
- 萩バスセンター - 越ヶ浜駅前 - 越ヶ浜入口 - 大井馬場 - 大井 - 畑 - 紫福市 - 堀越 - 福田 - 宇生賀
- 萩バスセンター - 東萩駅前 - 松陰神社前 - 押原 - 畑 - 紫福市 - 堀越
- 萩バスセンター - 東萩駅前 - 太田中央 - 新山口駅 (各停)
- 萩バスセンター - 東萩駅前 - 松陰神社前 - 押原 - 畑 - 殿川 - 吉部
- 萩バスセンター - 東萩駅前 - 福井市 - 吉部
- 萩バスセンター - （東萩駅前 - 松陰神社前） - 中津江 - 阿武川温泉前 - 惣良台入口
- 田万川温泉 - 江崎駅前 - 弥富支所前
- 萩バスセンター - 天神橋 - 若宮神社前（2020年3月31日に深刻な運転手不足に伴い「萩バスセンター～若宮神社線」が廃止 代替交通手段として2020年4月1日から予約乗合タクシーでの運行を開始）[32]

### コミュニティバス（運行受託）
- 岩国市営由宇バス（岩国市由宇町）
- 山口市コミュニティバス（山口市）
- 萩循環まぁーるバス（萩市）
- ほうふ花燃ゆ周遊バス（防府市）(2015年1月11日～2016年1月10日までの期間限定運行で現在は運行終了。)

## 車両

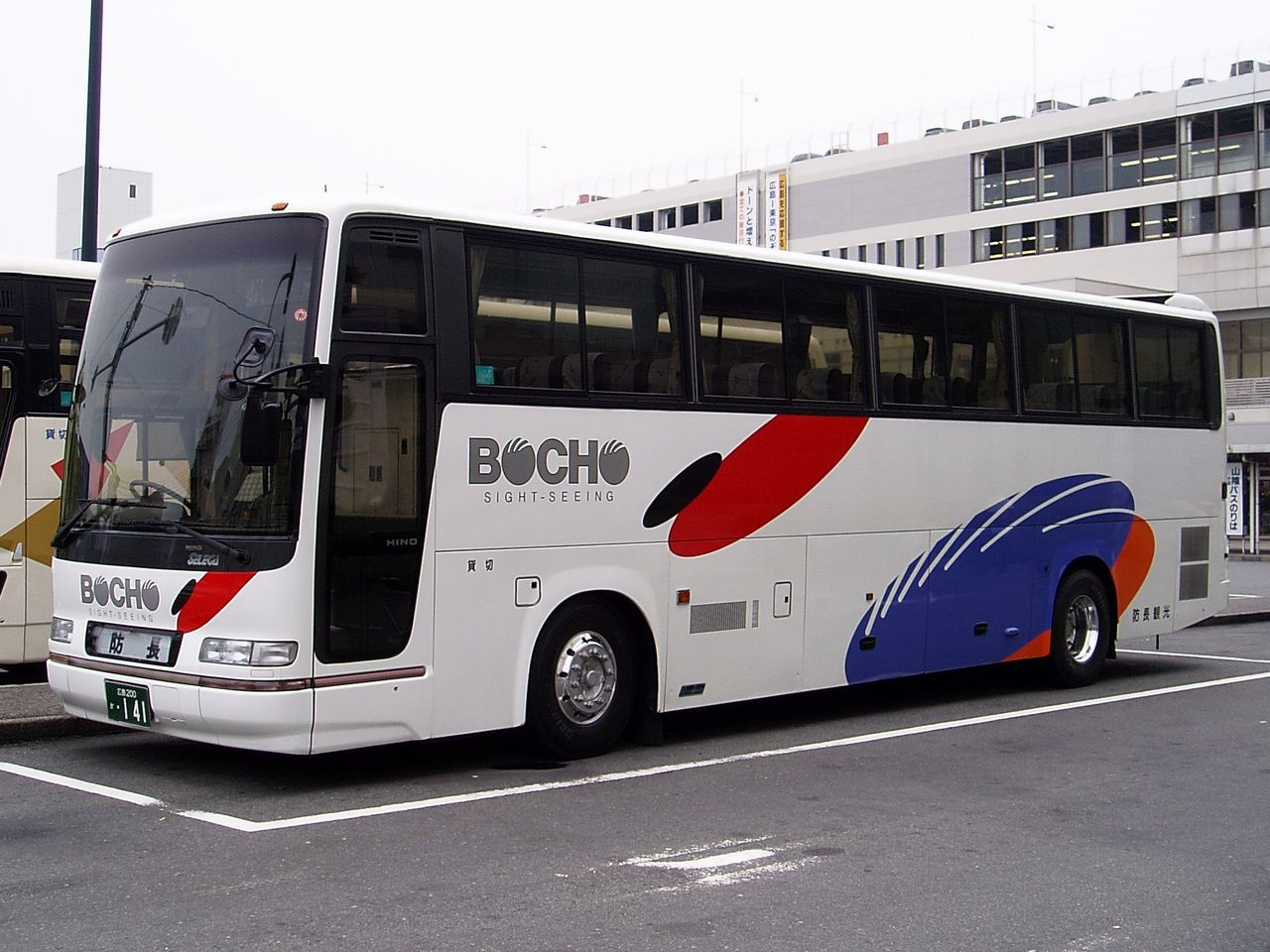
防長観光バスの貸切車

日野自動車製と三菱ふそう製を併用している。資本関係の深い近鉄バスからの移籍車も多い。近鉄バスからの移籍車で一部いすゞ自動車製も存在する。路線車の基本的な塗装デザインは白地に濃淡緑のストライプで、近鉄バスの前身である近畿日本鉄道自動車局の古い貸切車に準じたものである（色は近鉄とは異なるが、一部に近鉄と同じオレンジ色と紫色のものも）。多くの車両で左後輪に巻き込み防止カバーが取り付けられているのも特徴（近鉄バスと同様、2008年以降に導入された車両には非装着）。
ノンステップ車両は従来の路線車と異なるデザイン（白地に緑の斜めストライプ）が用いられている。
なお、合併により移管された旧防石鉄道・旧山口市交通局の車両や近年の近鉄バスからの移籍車は（貸切車を除き）塗装を部分的に手直しをしただけでほぼそのままの状態で使っている（近鉄バスの手直しの例は同じ近鉄グループの明光バスや北日本観光自動車にも見られる。また、明光バスから防長交通に移籍した車両は明光バス時代の塗装のまま稼働している）。近鉄バスからの移籍車で、関西国際空港リムジンバスに使用していた車両では、関西空港交通と同一デザインまま「BOCHO」のロゴを入れたものもある。
貸切車両は導入時期によってデザインが異なる。昼行高速バス・長距離路線用は初期の貸切車両と同デザインのものが多い（多くが貸切車の転用により充当されているため）。
方向幕は基本的に青地に白抜きである。英字補記は原則としてないが、高速バスや萩 - 秋芳洞 - 新山口線などで英字補記が行われている車両もある。効率化を図るため、経由地と行き先を矢印で結んだもの、両側に始発駅と終着駅を並べたものが多い。同社が受託するコミュニティバスも同様。但し山口市交通局からの移管車の大半は従前の山口市交通局時代の方向幕（白地に青文字・経由地を縦書き）を使用していた。
ノンステップ車両には初期のものを除きLED方向表示器を装着している。一方で（一般路線車を含めて）方向幕搭載車からのLED方向表示器設置改造は今まで行われていなかったが山口市コミュニティバスから一般路線車に転用された2台が初めてLED方向表示器に改造された。なお、LEDの場合は表示部分の上段に経由地を、下段に行き先を大きく表示することが多い。2012年4月からは、LED方向表示器装着車の回送車において「回送中 申し訳ございません」との表示を行っていた。

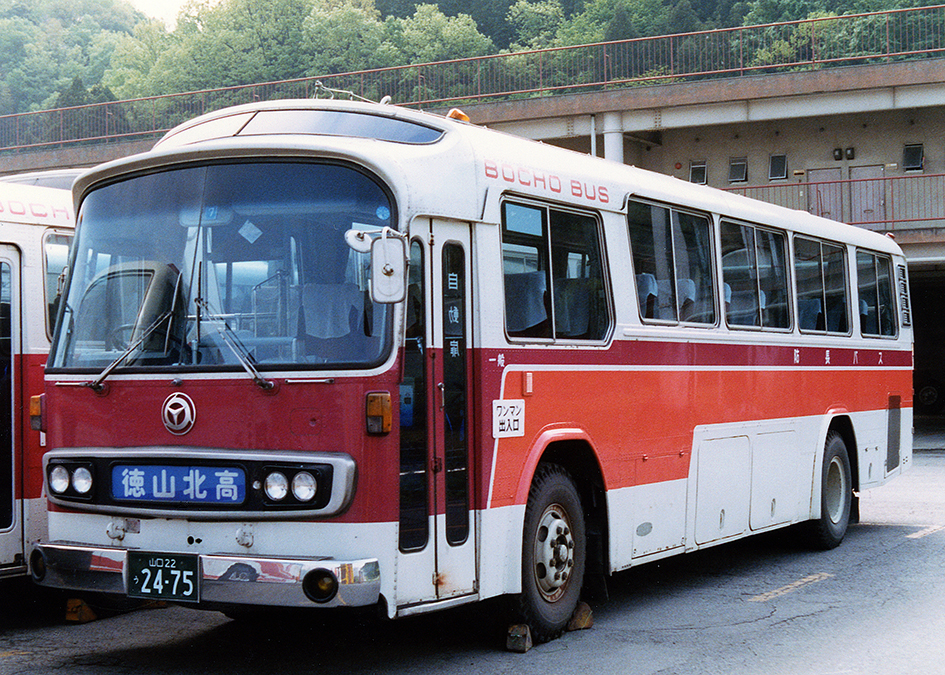
1980年代の貸切格下げ路線車

## その他特徴

### ダイヤ
運行時刻は概して保守的である。近年は特に長距離路線の減便が多く行われている（もちろんこれは全国で共通に見られる現象である）。また、鉄道との接続はほとんど考慮されていない。
山口市内と徳山市内ではパターンダイヤがみられる。運行間隔は周南・山口地区において、都市部でおよそ15分以下の間隔で運行されている。土休日・年末年始ダイヤ : 土平日・休日と、平日・土休日の2通りの別れ方が混在している（土）休日ダイヤは本数が1 - 3割程度間引きされる。また、終バスが大幅に繰り上がる事がある。年末年始は（土）休日ダイヤに加え、年末年始運休便が運休する。年末年始ダイヤで運行される期間は、以前は12月30日からだったが2006年末からは、12月29日から1月4日に拡大された。
防長交通の速種には速い順に特急、急行、快速、普通がある。特急は、高速バスやはぎ号などが名乗っている。急行は、東萩-秋芳洞だけである。特筆されるのは快速で、たとえば、快速・東萩-青海大橋があるが、普通便はなく、区間の全バス停に停車する。他にも、東萩-津和野、徳山-柳井、徳山-岩国などがこれと同様である。このため快速と普通の区分があいまいで、同じバスに快速と普通の2種の速種が付されている場合がある。

### 案内
路線図は市街地では多くのバス停に貼られている。デフォルメされているものが多い。郊外ではほとんど貼られていない。路線図は営業所別になっており、隣接地域のバス路線は描かれていない。
配布用時刻表が各営業所ごとに作られていて、バス車内や営業所・案内所で無料配布している。周南地区では早くから冊子での配布を始めていたが、多くは壁張り一枚物で、他営業所管内の時刻はほとんど記載されないのが特徴。山口営業所では2006年から、防府営業所では2007年から冊子型の本格的なものの配布を始めた。
運賃は三角表方式で決められている。乗り換え通算など乗り換え時の割引は、バスカードを用いたときの割引のみ（30分以内で一律20円）。概して鉄道と並行する部分できわめて安く（鉄道と同程度の水準）、並行しない部分でやや高めか一般的な水準である。
車内放送では、次の停留所を案内する際、「次は○○です。（自社案内、広告放送）。お降りの方はお知らせください。○○です。」と放送の最後は単なる「○○です」で締めくくっているのが特徴である。

### バス停
バス駅・ターミナルなどは主なターミナル参照。発券業務を扱う場所は少ない。

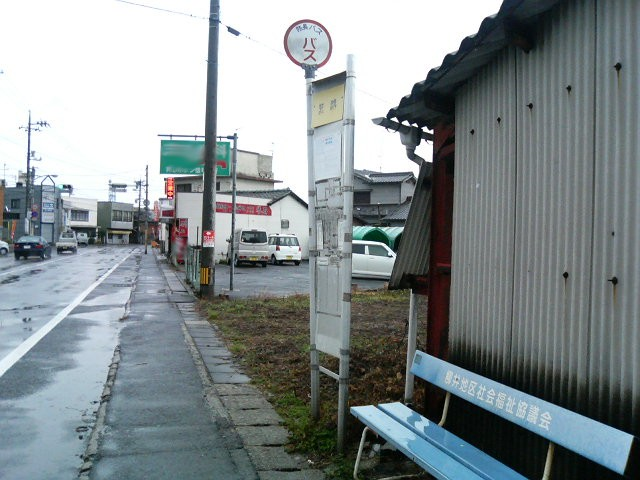
防長交通のバス停の例（柳井市内の箕越バス停）

- バス停は多くの場所で「中国地方共通バス停」を使用している（写真参照）。一部古いバス停などに防長バスが描かれているものがある。また、片側にのみポールがおかれている場所は比較的少ないが存在している。バスベイは多くの場所についている。待合い施設は都市部では上屋とベンチ付きがほとんど。地方では何もないところが多い。
- バス停の名前のブレ : 防長交通ではバス停の名前が時に厳密に定まっていない場合がある。同じバス停に「～駅」・「～駅前」という両方の名前が存在したり、「山口湯田温泉」・「湯田温泉」のように遠距離路線と近郊路線で名前が違う事もある。極端な場合「秋芳洞」・「秋芳洞バスセンター」・「秋芳洞センター」や「山口県庁前」・「県庁前」・「県庁」のように3種類の名前が同時に存在することもある。また、上り線の「長沢温泉前」、下り線の「長沢温泉」のようにバス停の上下で名前が違っている場合もある。

## グループ会社
- 防長観光バス (100%保有)
- 防長トラベル (100%保有)
- 防長タクシーホールディングス (100%保有)(以下の3社を含め、近鉄タクシーグループにも属している）
  - 広島近鉄タクシー
  - 周南近鉄タクシー
  - 萩近鉄タクシー
- 協和自動車整備工場 (50.0%保有)
- 萩観光ホテル (96.6%保有)
- 防長産業 (100%保有)

かつては東京都にニュー東京観光バス、大阪にニュー大阪観光自動車を傘下に持っていた。前者は1965年に名鉄グループに譲渡（その後ジェイ・コーチグループを経て、2016年現在はケイエム観光バス傘下となっている）。後者は防長交通とともに近鉄傘下 となった後、1969年に城東近鉄タクシーに社名・業種を変更、同年近鉄タクシーに吸収合併 された。